# Dsmitryj Schapawalau
Dsmitryj Uladsimirawitsch Schapawalau (belarussisch Дзмітрый Уладзіміравіч Шапавалаў, russisch Дмитри Владимирович Шаповалов/Dmitri Wladimirowitsch Schapowalow; * 11. März 1993 in Homel) ist ein belarussischer Eishockeyspieler mit der Staatsbürgerschaft der Vereinigten Arabischen Emirate, der seit 2020 bei den al-’Ain Theebs in der Emirates Ice Hockey League unter Vertrag steht.

## Karriere
Dsmitryj Schapawalau begann seine Karriere als Eishockeyspieler in seiner Heimatstadt, wo er mit der zweiten Mannschaft des HK Homel in der belarussischen Wysschaja Liga spielte. 2012 wechselte er zu Metallurg Schlobin und spielte dort sowohl in der Extraliga als auch in der Wysschaja Liga. Seit 2019 ist er in den Vereinigten Arabischen Emiraten aktiv, wo er zunächst für Abu Dhabi Shaheen auf dem Eis stand und seit 2020 für al-’Ain Theebs spielt. Mit dem Klub aus der Oasenstadt im Emirat Abu Dhabi gewann er 2022 die Emirates Ice Hockey League.

### International
Nach seiner Einbürgerung vertrat er die Vereinigten Arabischen Emirate bei den Weltmeisterschaften der Division III 2022, als er als bester Verteidiger des Turniers zum Aufstieg in die Division II beitrug, und der Division II 2023, 2024 und 2025.

## Erfolge und Auszeichnungen
- 2022 Meister der Vereinigten Arabischen Emirate mit al-’Ain Theebs
- 2022 Aufstieg in die Division II, Gruppe B, bei der Weltmeisterschaft der Division III, Gruppe A
- 2022 Bester Verteidiger bei der Weltmeisterschaft der Division III, Gruppe A
- 2023 Aufstieg in die Division II, Gruppe A, bei der Weltmeisterschaft der Division II, Gruppe B